# Inestabilitat de Jeans
En física, la inestabilitat de Jeans provoca el col·lapse de núvols de gas interestel·lar i la formació estel·lar posterior. Es produeix quan la pressió interna del gas no és prou fort com per evitar el col·lapse gravitacional d'una regió plena amb la matèria. Per a l'estabilitat, el núvol ha d'estar en equilibri hidroestàtic, que en el cas d'un núvol esfèric es tradueix en:
{\displaystyle {\frac {dp}{dr}}=-{\frac {G\rho (r)M_{enc}(r)}{r^{2}}}},
on {\displaystyle M_{enc}(r)} és la massa tancada, {\displaystyle p} és la pressió, {\displaystyle \rho (r)} és la densitat del gas a {\displaystyle r}, {\displaystyle G} és la constant gravitacional i {\displaystyle r} és el radi. L'equilibri és estable si les petites pertorbacions s'esmorteeixen i són inestables si s'amplifiquen. En general, el núvol és inestable si és o molt massiu a una temperatura determinada o molt freda en una determinada massa de la gravetat per superar la pressió del gas.

## Massa de Jeans
La massa de Jeans porta el nom del físic britànic Sir James Jeans, que va considerar el procés de col·lapse gravitatori dins d'un núvol gasós. Va ser capaç de demostrar que, en condicions apropiades, un núvol, o part d'aquest, es torni inestable i comenci a esfondrar quan no tenia prou suport de pressió gasós per equilibrar la força de la gravetat. El núvol és suficientment estable per a una petita massa (a una temperatura i radi determinat), però una vegada que supera aquesta massa crítica, començarà un procés de contracció fora de control fins que alguna altra força pot impedir el col·lapse. Es deriva una fórmula per al càlcul d'aquesta massa crítica com una funció de la seva densitat i temperatura. Com més gran és la massa del núvol, més petita és la seva grandària, i la seva temperatura és més freda, serà menys estable contra el col·lapse gravitatori.
El valor aproximat de la massa de Jeans pot ser derivada a través d'un argument merament físic. Es comença amb una regió esfèrica gasosa de radi {\displaystyle R}, la massa {\displaystyle M}, i amb una velocitat del so gasós {\displaystyle c_{s}}. Imaginem que comprimim la regió lleugerament. Es triga un temps,
{\displaystyle t_{sound}={\frac {R}{c_{s}}}\simeq (5\times 10^{5}\,{\text{yr}})\left({\frac {R}{0.1\,{\text{pc}}}}\right)\left({\frac {c_{s}}{0.2\,{\text{km s}}^{-1}}}\right)^{-1}}
per a les ones de so per creuar la regió, i intenten fer retrocedir i tornar a establir el sistema en equilibri de pressió. Al mateix temps, la gravetat intentarà contreure encara més el sistema, i ho farà en un temps de caiguda lliure,
{\displaystyle t_{\mathrm {ff} }={\frac {1}{\sqrt {G\rho }}}\simeq (2\,{\text{Myr}})\left({\frac {n}{10^{3}\,{\text{cm}}^{-3}}}\right)^{-1/2}}
on {\displaystyle G} és la constant de gravitació universal, {\displaystyle \rho } és la densitat del gas dins de la regió, i {\displaystyle n=\rho /\mu } és la densitat del nombre de gas per a la massa mitjana per partícula {\displaystyle \mu =3.9\times 10^{-24}} g, apropiada per a l'hidrogen molecular amb el 20% d'heli per nombre. Ara, quan el temps d'encreuament del so és menor que el temps de caiguda lliure, les forces de pressió guanyen, i el sistema salta de nou a un equilibri estable. Tanmateix, quan el temps de caiguda lliure és menor que el temps de creument del so, la gravetat guanya, i la regió se sotmet a col·lapse gravitacional. Per tant, la condició de col·lapse gravitacional és:
{\displaystyle t_{\mathrm {ff} }<t_{\text{sound}}.}
La longitud de Jeans resultant {\displaystyle \lambda _{J}} és aproximadament:
{\displaystyle \lambda _{J}={\frac {c_{s}}{\sqrt {G\rho }}}\simeq (0.4\,{\text{pc}})\left({\frac {c_{s}}{0.2\,{\text{km s}}^{-1}}}\right)\left({\frac {n}{10^{3}\,{\text{cm}}^{-3}}}\right)^{-1/2}.}
Aquesta escala de longitud es coneix com la longitud de Jeans. Totes les escales més grans que la longitud de Jeans són inestables al col·lapse gravitacional, mentre que les escales més petites són estables. La massa de Jeans {\displaystyle M_{J}} Aquesta escala de longitud es coneix com la longitud de Jeans. Totes les escales més grans que la longitud de Jeans són inestables al col·lapse gravitacional, mentre que les escales més petites són estables. La massa de Jeans {\displaystyle M_{J}} és només la massa continguda en una esfera de radi {\displaystyle R_{J}} ({\displaystyle R_{J}} és la meitat de la longitud de Jeans):
{\displaystyle M_{J}=\left({\frac {4\pi }{3}}\right)\rho R_{J}^{3}=\left({\frac {\pi }{6}}\right){\frac {c_{s}^{3}}{G^{3/2}\rho ^{1/2}}}\simeq (2\,{\text{M}}_{\odot })\left({\frac {c_{s}}{0.2\,{\text{km s}}^{-1}}}\right)^{3}\left({\frac {n}{10^{3}\,{\text{cm}}^{-3}}}\right)^{-1/2}.}
Més tard va ser assenyalat per altres astrofísics que, de fet, era defectuós l'anàlisi original utilitzat per Jeans, per la següent raó. En el seu anàlisi formal, Jeans suposa que la regió de col·lapse del núvol estava envoltada d'un mitjà infinit, estàtic. De fet, a causa de totes les escales més grans que la longitud de Jeans també són inestables al col·lapse, qualsevol mitjà inicialment estàtic que envolta una regió de col·lapse, de fet, també s'ensorra. Com a resultat, la taxa de creixement de la inestabilitat gravitacional que fa a la densitat del fons al col·lapse és més lenta que la predita per l'anàlisi original de Jeans. Aquest defecte ha arribat a ser conegut com els "Jeans estafa".
La probable inestabilitat de Jeans determina quan es produeix la formació d'estrelles en els núvols moleculars.

## Longitud de Jeans
La longitud de Jeans és el radi crític d'un núvol (la forma típica és un núvol de pols interestel·lar) on l'energia tèrmica, el que provoca el núvol a expandir-se, és contrarestada per la gravetat, la qual cosa fa que el núvol es col·lapsi. Es diu així en honor de l'astrònom britànic Sir James Jeans, qui es va preocupar per l'estabilitat de les nebuloses esfèriques a principis de 1900.
La fórmula per a la longitud de Jeans és:
{\displaystyle \lambda _{J}={\sqrt {\frac {15k_{B}T}{4\pi G\mu \rho }}},}
on {\displaystyle k_{B}} és la constant de Boltzmann, {\displaystyle T} és la temperatura del núvol, {\displaystyle r} és el radi del núvol, {\displaystyle \mu } és la massa per partícules en el núvol, {\displaystyle G} és la constant gravitacional i {\displaystyle \rho } és la densitat de la massa del núvol (és a dir, la massa del núvol dividit pel volum del núvol).
Potser la forma més fàcil de conceptualitzar la longitud de Jeans és en termes d'una aproximació propera, en la qual descartem els factors {\displaystyle 15} i {\displaystyle 4\pi } i en què replantegem {\displaystyle \rho } com {\displaystyle {\frac {M}{r^{3}}}}. La fórmula per la longitud de Jeans s'esdevé en:
{\displaystyle \lambda _{J}\approx {\sqrt {\frac {k_{B}Tr^{3}}{GM\mu }}}.}
D'això es dedueix immediatament que {\displaystyle \lambda _{J}=r} quan {\displaystyle k_{B}T={\frac {GM\mu }{r}}} és a dir, el radi del núvol és la longitud de Jeans quan l'energia tèrmica per partícula és igual a treball gravitacional per partícula. A aquesta longitud crítica del núvol no s'expandeix ni es contrau. És només quan l'energia tèrmica no és igual al treball gravitacional que el núvol ja sigui s'expandeix i es refreda o es contreu i s'escalfa, un procés que continua fins que s'assoleix l'equilibri.

## Longitud de Jeans com la longitud d'ona d'oscil·lació
La longitud de Jeans és la longitud d'ona d'oscil·lació per sota del qual les oscil·lacions estables esdevindran en lloc de col·lapse gravitacional.
{\displaystyle \lambda _{J}={\frac {2\pi }{k_{J}}}=c_{s}\left({\frac {\pi }{G\rho }}\right)^{1/2},}
on G és la constant gravitacional, {\displaystyle c_{s}} és la velocitat del so, i {\displaystyle \rho } és la densitat de massa tancada.
També és la distància que una ona de so viatjaria en el temps de col·lapse.

## Fragmentació
La inestabilitat de Jeans també pot donar lloc en certes condicions a la fragmentació. Per derivar la condició per la fragmentació se suposa un procés adiabàtic en un gas ideal i també es pren una equació politròpica d'estat. La derivació es va mostrar a continuació a través d'una anàlisi dimensional:
Per als processos adiabàtics, {\displaystyle PV^{\gamma }={\text{constant}}\rightarrow V\sim P^{-1/\gamma }.}
Per a un gas ideal, {\displaystyle PV=nRT\rightarrow P.P^{-1/\gamma }\sim T\rightarrow P\sim T^{\frac {\gamma }{\gamma -1}}.}
Equació d'estat Politròpica, {\displaystyle P=K\rho ^{\gamma }\rightarrow T\sim \rho ^{\gamma -1}.}
Massa de Jeans, {\displaystyle M_{J}\sim T^{3/2}\rho ^{-1/2}\sim \rho ^{{\frac {3}{2}}(\gamma -1)}\rho ^{-1/2}.}
Així, {\displaystyle M_{J}\sim \rho ^{{\frac {3}{2}}\left(\gamma -{\frac {4}{3}}\right)}.}
Si l'índex adiabàtic, {\displaystyle \gamma >{\frac {4}{3}}} la massa de Jeans augmenta amb l'augment de la densitat, mentre que si {\displaystyle \gamma <{\frac {4}{3}}} la massa de Jeans disminueix en augmentar la densitat. Durant la densitat de col·lapse gravitacional sempre augmenta, per tant, en el segon cas, la massa de Jeans disminuirà durant el col·lapse en regions petites més densos que col·lapsin que condueix a la fragmentació del núvol molecular gegant. Per a un gas ideal monoatòmic, l'índex adiabàtic és 5/3, però en objectes astrofísics aquest valor sol ser fins i tot inferior a 1. Així que el segon cas és la regla i no una excepció en les estrelles. Aquesta és la raó per què les estrelles generalment es formen en cúmuls.